# 배냇솜털
배냇솜털(lanugo)은 신생아에게서 나는 털의 일종으로 어른의 솜털보다 더 가는 솜털이다. 
배냇솜털은 태아 또는 신생아의 몸에서 때때로 발견되는 매우 얇고 부드러우며 일반적으로 착색되지 않은 솜털이다. 태아의 모낭에서 가장 먼저 생성되는 모발로 보통 임신 16주경에 나타나며 20주가 되면 풍성해진다. 일반적으로 출생 전, 즉 임신 7~8개월 경에 배출되지만 때때로 출생 시 존재하기도 한다. 몇 주 안에 저절로 사라진다.
이 털은 솜털(vellus hair)이라고 불리는 동일한 표면을 덮고 있는 털로 대체된다. 이 털은 더 가늘고 보기 어렵다. 성인기까지 지속되는 더 눈에 띄는 모발을 종모(terminal hair)라고 한다. 이 털은 특정 부위에서 형성되며 호르몬 의존적이다. '배냇솜털'의 영단어 lanugo는 "양모"를 의미하는 라틴어 lana에서 유래되었다.